# Air Premia
Air Premia (in coreano: 에어프레미아; RR: eeo peule mia) è una compagnia aerea ibrida economica con sede a Seul, in Corea del Sud. È stata fondata nel 2017 dall'ex presidente di Jeju Air, Kim Jong-Chul.

## Storia
La società è stata fondata il 27 luglio 2017 dall'ex presidente di Jeju Air, Kim Jong-Chul. Nell'aprile 2019, Air Premia ha annunciato l'intenzione di iniziare le operazioni nel corso dell'anno successivo e noleggiare tre Boeing 787-9 da Aircraft Lease Corporation (ALC), aumentando poi il numero di velivoli a cinque. Inizialmente, Air Premia avrebbe dovuto operare rotte regionali all'interno dell'Asia, avendo comunque nei progetti destinazioni statunitensi.
Nell'aprile 2021 ha ricevuto il suo primo Boeing 787-9, avendo in programma di operare 10 aeromobili entro la fine del 2024.
L'11 agosto 2021, la compagnia aerea ha iniziato i voli tra Seul e Jeju. Questa tratta è terminata il 30 ottobre 2021 per la preparazione delle rotte internazionali.

## Destinazioni
Al 2022, Air Premia collega la Corea del Sud con Giappone, Singapore, Stati Uniti e Vietnam.

## Flotta
A maggio 2023 la flotta di Air Premia è così composta: